# Jenővári Miklós
Jenővári Miklós (Budapest, 1997. október 27. –) magyar színész. 

## Életpályája
Tizenhárom éves korától magántanuló volt. Gyermekként a Madách Tánciskolában és a Földessy Margit Stúdióban tanult. Az ELTE Apáczai Csere János Gyakorlógimnáziumában érettségizett 16 évesen. 2014–2019 között a Színház- és Filmművészeti Egyetem hallgatója volt. 2019–2021 között szabadúszó volt. 2021-2023között a nyíregyházi Móricz Zsigmond Színház tagja volt, mellette rendszeresen szerepel a Madách Színházban.

## Fontosabb színházi szerepei
- A Pál utcai fiúk (Kolnay, Vörösmarty Színház, 2017)
- Nyitott ablak (Károly, Veszprémi Petőfi Színház, 2018)
- Bonnie és Clyde (Clyde, Margitszigeti Szabadtéri Színpad, 2019)

### Madách Színház
- Mary Poppins (Berti, 2021)
- József és a színes szélesvásznú álomkabát (Ruben/Putifár, 2021)
- A tizenötödik (Kazinczy Lajos, 2022)
- Az operaház fantomja (Raoul, Vicomte de Chagny, 2022)
- Én, József Attila (József Attila, 2022)
- Macskák (Quaxo, 2023)
- Pretty Woman/Micsoda nő! (David Morse, 2023)
- Vuk (Vuk, 2023)
- A nyomorultak (Marius, 2024)
- Mamma Mia! (Sky, 2025)[9]
- Jégvarázs (Hans, 2025)

### Móricz Zsigmond Színház
- Cseresznyéskert (Trofimov, 2022)
- Váratlan vendég (Eric, 2022)
- Közellenség (Vencel, 2021)
- Édes Charity (Vittorio Vidal/Daddy Brubeck/Charlie, 2021)
- Spamalot, avagy a Gyalog galopp musical (Herbert herceg (Történész, Élek még Fred, Dalnok, 2022)
- Kapj el, ha tudsz! (Frank Abagnele Jr, 2023)

## Film és televíziós szerepei
- A tanár (2021) – Benett
- …a szomszéd tehene (2024) – könyvelő